# Roccamontepiano
Roccamontepiano es una localidad de 1.927 habitantes en la provincia de Chieti: forma parte de la Comunidad Montana de la Maielletta.

## Evolución demográfica
| Gráfica de evolución demográfica de Roccamontepiano entre 1861 y 2001 |
|                                                                       |
| Fuente ISTAT - elaboración gráfica de Wikipedia                       |

- Datos: Q51274
- Multimedia: Roccamontepiano / Q51274

1. ↑  Worldpostalcodes.org, código postal n.º 66010.
2. ↑  «Codici Catastali». Comuni-italiani.it (en italiano). Consultado el 29 de abril de 2017.